# Premia za pierwszeństwo
Premia za pierwszeństwo (ang. first-mover advantage) – ponadprzeciętna marża osiągana przez przedsiębiorstwa wprowadzające usługę lub produkt na rynek jako pierwsze. Dotyczy zarówno nowych rynków, jak również rynków rozwiniętych, na których produkt lub usługa pojawia się jako pierwsza. 
Przedsiębiorstwa zajmujące dany segment rynku jako pierwsze lub wprowadzające nowy produkt czy usługę, mają możliwość zrealizowania ponadprzeciętnej marży. Mogą również tworzyć bariery wejścia. Jednocześnie ich naśladowcy mogą uczyć się i unikać popełnionych przez nich błędów.